# Viile Tecii (sit SCI)
Viile Tecii este o arie protejată (sit de importanță comunitară — SCI) din România, desemnată în scopul protejării biodiversității și menținerii într-o stare de conservare favorabilă a florei spontane și faunei sălbatice, precum și a habitatelor naturale de interes comunitar aflate în arealul zonei de protecție. Aceasta este întinsă pe o suprafață de 264,5 ha, integral pe uscat.

## Localizare
Centrul sitului Viile Tecii este situat la coordonatele 46°55′39″N 24°28′21″E / 46.927505°N 24.472547°E. Situl se întinde pe teritoriul administrativ al comunei  Teaca din județul Bistrița-Năsăud.

## Înființare
Situl Viile Tecii a fost declarat sit de importanță comunitară (ROSCI0441) în ianuarie 2016 pentru a proteja o specie faunistică.

## Biodiversitate
Situată în ecoregiunea continentală, aria protejată conține un habitat natural: Păduri de stejar cu carpen de tip Galio-Carpinetum.
La baza desemnării sitului se află tritonul comun transilvănean (Triturus vulgaris ampelensis), o specie de amfibian ocrotit la nivel european